# Половцов, Николай Петрович
Никола́й Петро́вич По́ловцов (1873—1941) — генерал-майор, герой Первой мировой войны.

## Биография
Православный. Из дворян Псковской губернии. Вместе с братом А. П. Половцовым владел 3500 десятинами в Черниговской губернии.
Окончил Киевский кадетский корпус (1890) и Николаевское кавалерийское училище (1892), откуда выпущен был корнетом в Кавалергардский полк.
Чины: поручик (1896), штабс-ротмистр гвардии с переименованием в капитаны ГШ (1899), подполковник (1903), полковник (1907), генерал-майор (1915).
В 1899 году окончил Николаевскую академию Генерального штаба по 1-му разряду. По окончании академии состоял старшим адъютантом штаба 2-й гвардейской пехотной дивизии (1900—1902), обер-офицером для особых поручений при штабе Гвардейского корпуса (1902—1903), штаб-офицером для особых поручений при штабе войск Гвардии и Петербургского военного округа (1903—1906), штаб-офицером для особых поручений при Главнокомандующем войсками Гвардии и Петербургского военного округа (1906) и, наконец, штаб-офицером для поручений при штабе тех же войск (1906—1908). Участвовал в полевых поездках Генерального штаба: в 1900 году — в Псковской губернии, в 1902 году — на Мурмане, в 1904 году — в Лифляндской и в 1905 году — в Новгородской губернии. В октябре 1905 года был начальником штаба десантного отряда генерал-майора Щербачева, командированного в крепость Кронштадт для подавления беспорядков. С 18 декабря 1905 по 17 марта 1906 года был начальником штаба отряда морских батальонов, командированных с той же целью в Эстляндскую губернию. 4 декабря 1908 года назначен начальником штаба 37-й пехотной дивизии.
28 июня 1914 года назначен командиром 13-го гусарского Нарвского полка, с которым вступил в Первую мировую войну. Был награждён Георгиевским оружием
За то, что в период с 7-го по 19-е ноября 1914 года, временно командуя 13-й кавалерийской дивизией и находясь все время в беспрерывных боях с противником в районе Жлобница—кол. Фаустыков—кол. Александров, удержал свои позиции, несмотря на повторные атаки превосходных сил немцев, чем совместно с другими частями обеспечил от обхода правый фланг — армии.
12 сентября 1915 года произведен в генерал-майоры «за отличие», с назначением начальником штаба 5-го Кавказского армейского корпуса. 18 апреля 1916 года переведен на ту же должность в 46-й армейский корпус, 10 августа того же года — в 47-й армейский, а 25 сентября — в 8-й армейский корпус. 10 июля 1917 года назначен командующим Заамурской конной дивизией.
Участвовал в Белом движении в составе Вооруженных сил Юга России и Русской армии барона Врангеля. В 1920 году эвакуировался из Ялты.
В эмиграции во Франции, жил в Медоне. В 1920-е годы выступал с лекциями и докладами на политические темы в Русском клубе в Париже. Был прихожанином храма Воскресения Христова в Медоне. Скончался в 1941 году. Был женат на Наталии Ивановне Максимовой (1875—1960).

## Награды
- Орден Святого Станислава 3-й ст. (1901);
- Орден Святой Анны 3-й ст. (1904);
- Орден Святого Станислава 2-й ст. (1906);
- Орден Святой Анны 2-й ст. (6.12.1910);
- Орден Святого Владимира 4-й ст. (6.12.1913);
- Орден Святого Владимира 3-й ст. с мечами (ВП 26.10.1914);
- мечи и бант к ордену Св. Владимира 4-й ст. (ВП 23.11.1914);
- мечи к ордену Св. Анны 2-й ст. (ВП 28.01.1915);
- Георгиевское оружие (ВП 04.07.1915);
- Высочайшее благоволение (ВП 19.03.1916);
- мечи к ордену Св. Станислава 2-й ст. (ВП 08.06.1916);
- мечи и бант к ордену Св. Анны 3-й ст. (ВП 29.07.1916);
- Орден Святого Станислава 1-й ст. с мечами (ВП 18.09.1916).